# Юліян Антонович
Юлія́н Антоно́вич (пол. Julian Antonowicz; бл. 1750, Пінськ — 1824, Горохів) — руський греко-католицький церковний діяч польського походження, священник-василіянин, педагог, поет, перекладач, проповідник і композитор. Один із перших на землях Речі Посполитої, хто започаткував викладання англійської мови в школах. Перейшов до РКЦ і став Луцьким каноніком.

## Життєпис
Народився близько 1750 року в Пінську в польській шляхетській родині Михайла та Іванни Антоновичів (ймовірно гербу Гелм). Наприкінці 1760-х рр. вступив до Василіянського Чину (до Литовської провінції). У 1780 році виїхав на навчання до Папської Урбаніанської колегії Пропаганди Віри в Римі (присягу склав 15 серпня 1780 року). 9 березня 1782 року в Римі був висвячений на священника. У 1783—1802 роках працював у василіянській школі у Володимирі, як вчитель, навчаючи математики, фізики, вимови і мов: французької, італійської та англійської. Десять років (1783—1793) був префектом володимирських шкіл. У 1787 році урочисто вітав короля Станіслава Августа, коли той переїжджав через Володимир до Канева і коли звідти повертався; з волі короля прийняв також британського посла Чарльза Вітворта.
Коли Тадеуш Чацький, будучи візитатором шкіл Волинської, Подільської та Київської губерній, висунув ідею про реорганізацію Василіянського Чину і перетворення його в конгрегацію, яка б займалася навчанням і утримуванням шкіл, Антонович, всупереч очікуванням настоятелів Чину, став по боці його проектів. Почав щораз то більше віддалятися від василіян, часто бував у маєтку Чацького в Порицьку, займався вихованням синів його сестри гр. Тарновської в Кременці, гостював у свого учня Алоїза Фелінського в с. Осова. Врешті, покинув Василіянський Чин, став Луцьким римо-католицьким каноніком. Останні роки проживав у палаці в Горохові, де помер у 1824 році.
Згідно зі свідоцтвами сучасників, о. Юліян Антонович був взірцевим префектом, здібним і пильним науковцем.
Мав старшого брата Сильвестра († бл. 1809) також василіянина, протоігумена і візитатора василіянських монастирів Литовської провінції, Кобринського архимандрита, противника переходу унійних священників на латинський обряд, до чого закликали урядові резолюції за часів митрополита Іраклія Лісовського.

## Творчість
У 1788 році видав першу на землях Речі Посполитої граматику англійської мови під назвою: «Gramatyka dla Polaków chcących się uczyć angielskiego języka…»

### Найважливіші твори, промови та проповіді
1. Praefatio die 29 Septembris reasumptionis scholae in Scholis Vladimiriensibus habita per… a. 1783, рукопис: Biblioteka Czartoryskich sygn. 1181
2. Mowa z okoliczności uroczystego obchodu stoletniej pamiątki zwycięstwa Jana Sobieskiego, króla polskiego, nad Turkami pod Wiedniem, miana przez… nauczyciela wymowy w szkołach włodzimierskich r. 1783 d. 12 października, місце видання невідоме (1783)
3. (Mowa angielska do Karola Whitworth, ministra pełnomocnego W. Brytanii przy dworze warszawskim [Архівовано 4 листопада 2016 у Wayback Machine.]) w: Powitanie Najjaśniejszego Stanisława Augusta Króla i Pana naszego, przejeżdżającego przez Włodzimierz do Kaniowa, od szkół tamecznych pod dozorem bazylianów prowincji litewskiej, R. P. 1787 dnia 8 marca. Z aktów szkoły wyjęte, Warszawa (1787)
4. Gramatyka dla Polaków chcących się uczyć angielskiego języka, krótko zebrana przez… pierwszy raz pod prasę oddana, Warszawa 1788, (з посвятою Чарльзу Вітворту)
5. Marsz studentów Szkół Włodzimierskich, рукопис (копія): Ossolineum sygn. 1078/II
6. Starzec pobożny. На основі прозового твору, місце і рік видання — невідомі (імовірно, початок 90-их років XVIII століття)
7. Kazanie w dzień otworzenia pierwszego nabożeństwa w nowo wybudowanym kościele w mieście Horochowie, dobrach dziedzicznych J. W. Waleriana Stroynowskiego… przez… teologii i filozofii doktora. Dnia 8 grudnia 1807, місце і рік видання невідомі
8. Dziennik… nauczyciela domowego Jana Bogdana Tarnowskiego, z l. 1814—1823 zeszyt 1-4, рукопис: Ossolineum sygn. 12822/I.

Юліян Антонович, імовірно, також був автором граматики італійської мови.

### Переклади
1. P. A. Metastasio. Łaskawość Tytusa, рукопис: Biblioteka Jagiellońska przyb. 120/52
2. P. A. Metastasio. Józef poznany, рукопис знаходився в Дзіковській бібліотеці (нині — у Ягеллонській бібліотеці), (інформація за: S. Vrtel-Wierczyński. Dodatkowy spis rękopisów Biblioteki Dzikowskiej, Kraków (без року видання), s. 12).

### Листи і матеріали
1. Збірка листів до В. і Й. Тарновських з Італії з 1802—1803 років, рукопис: Biblioteka Jagiellońska przyb. 129/51
2. Wypisy do historii Henryka Walezjusza i Stefana Batorego, рукопис зберігався в Дзіковській бібліотеці P. 2. N. 24 (тепер правдоподібно — в Ягеллонській бібліотеці).[4]